# Myopias chapmani
Myopias chapmani är en myrart som beskrevs av Willey och Brown 1983. Myopias chapmani ingår i släktet Myopias och familjen myror. Inga underarter finns listade i Catalogue of Life.

## Bildgalleri

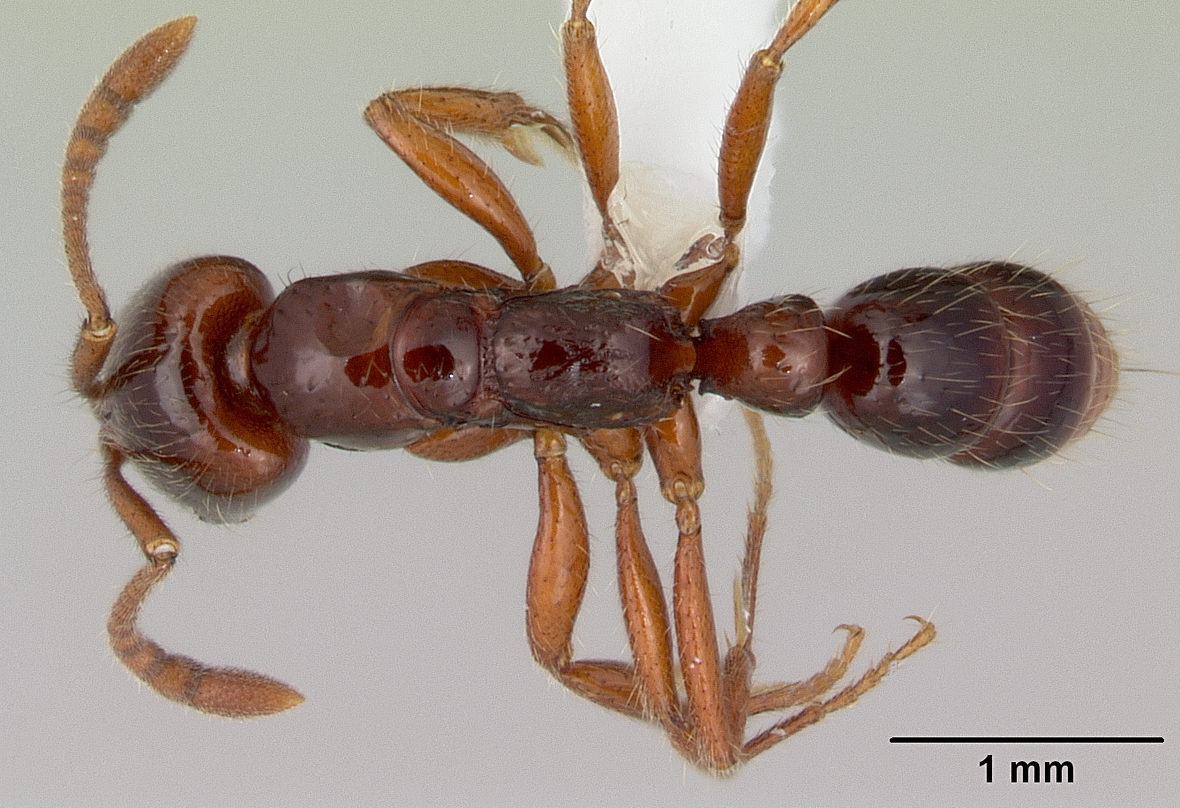
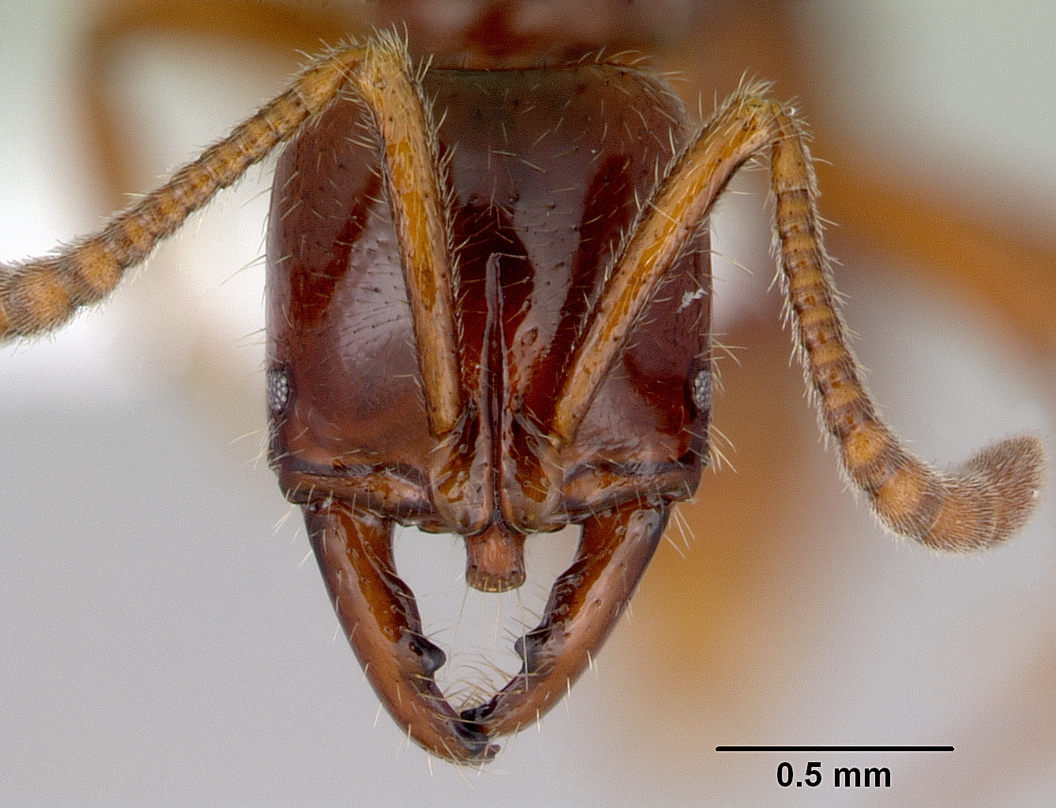
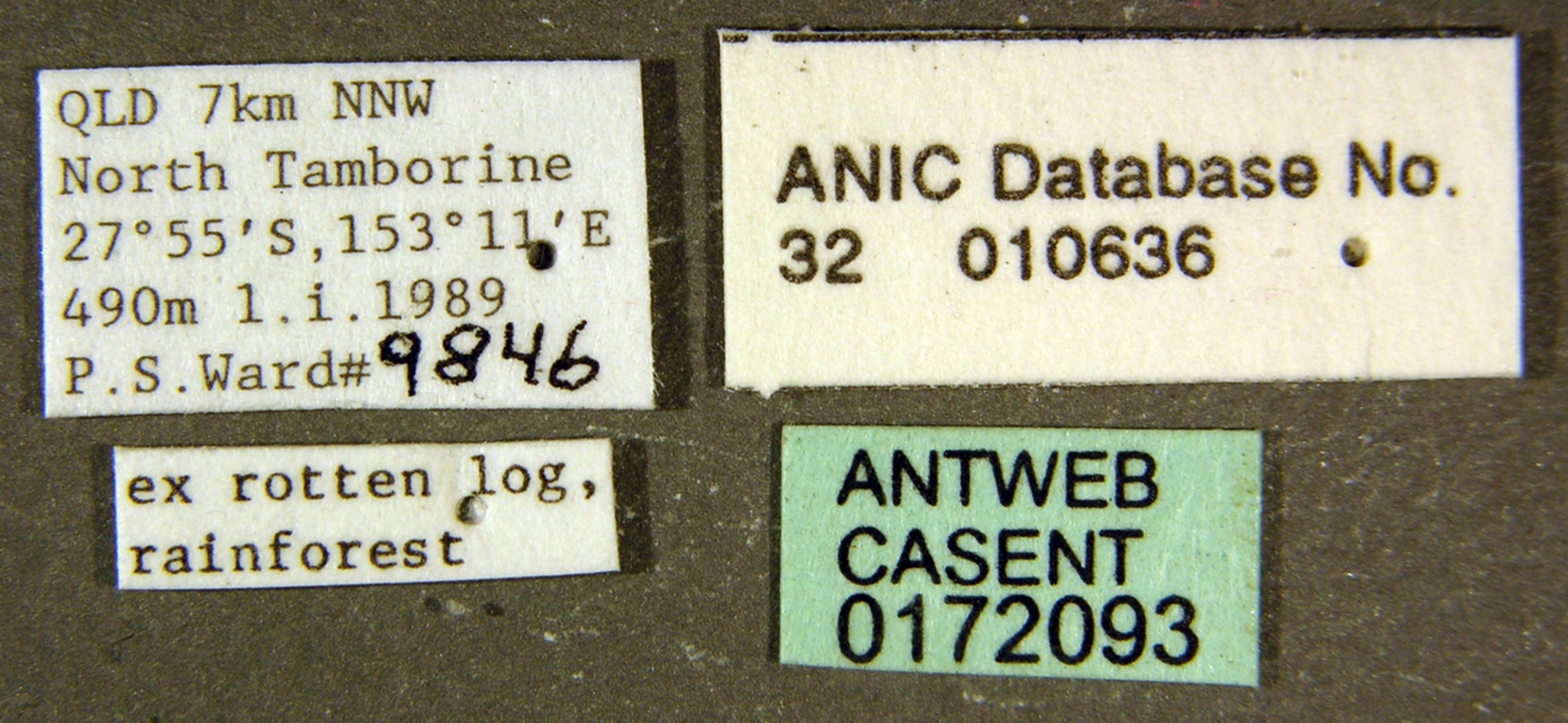
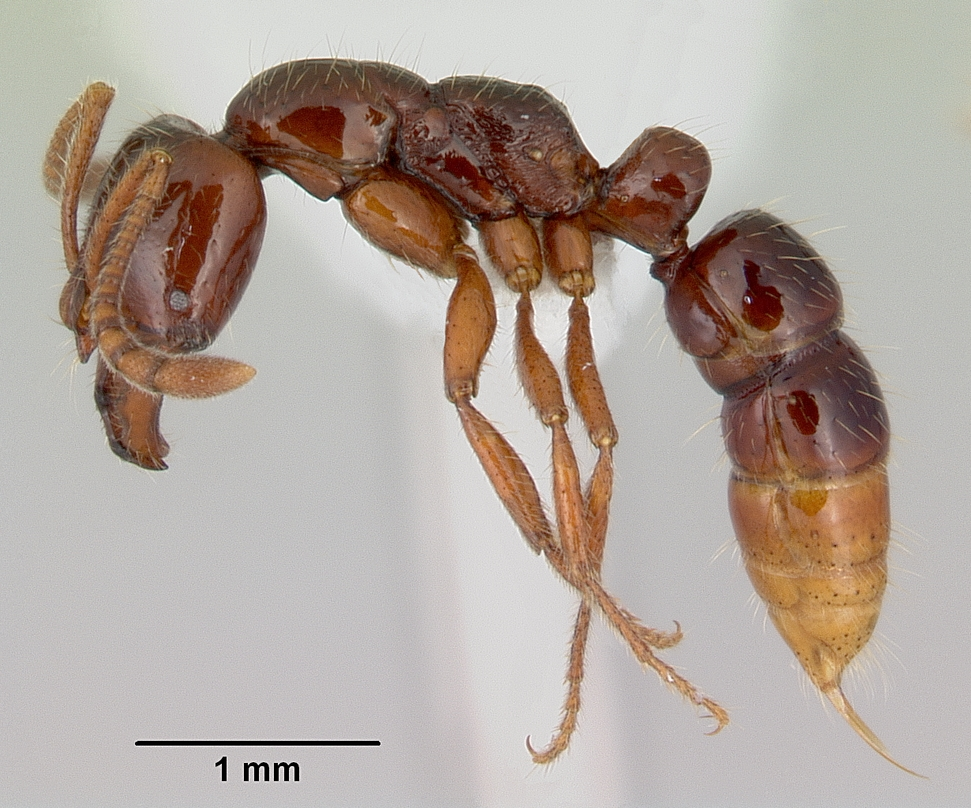
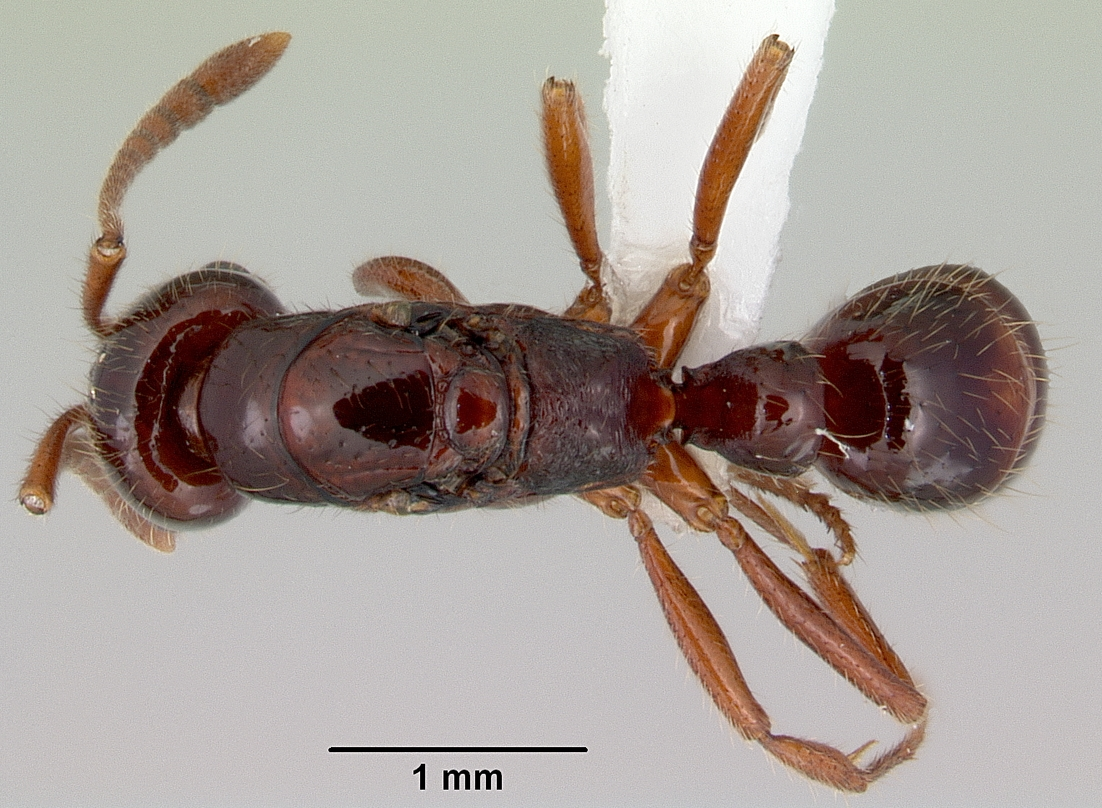
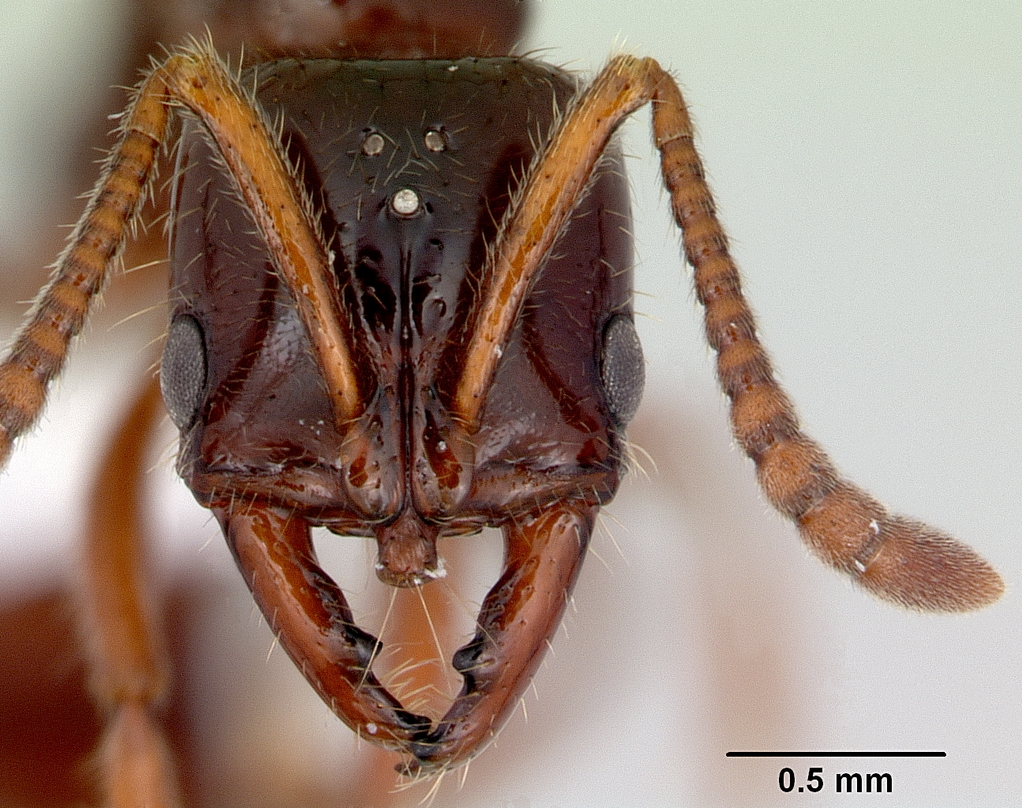